# 女子野球日本代表
女子野球日本代表（じょしやきゅうにほんだいひょう）は、日本野球機構・全日本女子野球連盟によって編成される、女子野球のナショナルチームである。2024年現在の愛称は、「マドンナジャパン」または男子の野球日本代表と同じ「侍ジャパン」（女子であることを強調するため「侍ジャパン女子代表」と表記される場合もある）。

## 概要
当初は大塚製薬のスポンサーにより「チーム・エネルゲン」「チーム・アミノバリュー」と呼ばれ、これらのチームは協会から公的な日本代表団体とみなされておらず任意の代表団として出場した。
2006年4月、全日本野球会議の代表派遣事業に認定され、正式な日本代表チームとなった。この年台湾で開催された第2回IBAF女子ワールドカップから、女子野球日本代表もアテネオリンピックでプロが着用したタイプと同じユニフォームで参加している。
2008年の第3回IBAF女子ワールドカップが愛媛県松山市で開催されるに当たり、それに因んで「マドンナジャパン」と命名された。
2013年に日本野球機構の方針で、フル代表・年代別・男女を問わず日本代表のユニフォームデザインを統一することになり、それに伴い「侍ジャパン」の名称が女子に対しても使われるようになった。ただし完全な愛称の統一には至っておらず、10年以上経過した現在でも報道やテレビ番組など多くメディアでは「マドンナジャパン」の愛称が使用されている。

## 歴史
- 1999年2月、20名の選手で第1期女子硬式野球の全日本チームが初めて結成され、フロリダで行われた春季全米大会に出場。この時の派遣元として組織されたのが「全日本女子硬式野球チーム実行委員会」である。まだ法人格を持たない任意団体であった。
- 同年12月、初の公開セレクションを開催。以降毎年11～12月頃にセレクションを開催。セレクションには小学生から参加できるため、小学生も参加している[4]。
  - しかしこのチームが公的団体で組織された「代表チーム」でなく、実体としてはクラブチームと同じため、選考に合格した大学野球部所属の選手の参加は二重登録に当たると日本学生野球協会に拒絶される。このため同実行委員会は全日本女子を公的に真の代表チームと認めさせるべく、日本野球連盟加盟を目指すようになる。
- 2002年「日本女子野球協会」と改組し、大学野球部からの参加も認められるようになった。
- 2003年特定非営利活動法人（NPO）の法人格を取得。
- 2004年日本野球連盟加盟が承認され全日本野球会議構成団体となる。
- 2006年4月、全日本野球会議の代表派遣事業として承認される。
- 2008年8月、第3回IBAF女子ワールドカップで初の国際大会優勝を果たす。
- 2010年8月、第4回IBAF女子ワールドカップ優勝。
- 2012年8月、第5回IBAF女子ワールドカップ優勝、3連覇達成。この大会より女子プロ野球選手の代表招集も可能となる。
- 2014年9月、第6回IBAF女子ワールドカップ優勝、4連覇達成。
- 2016年9月、第7回WBSC女子ワールドカップ優勝、5連覇達成。
- 2018年8月、第8回WBSC女子ワールドカップ優勝、6連覇達成[5]。

## 参加国際大会
- 女子野球世界大会
- WBSC女子野球ワールドカップ
- BFA女子野球アジアカップ

## 成績

### 世界大会
| 女子野球世界大会           | 女子野球世界大会 | 女子野球世界大会       | 女子野球世界大会 | 女子野球世界大会 | 女子野球世界大会 |
| 回                         | 開催年           | 開催場所               | 結果             | 日本代表         | 備考             |
| -------------------------- | ---------------- | ---------------------- | ---------------- | ---------------- | ---------------- |
| 1                          | 2001年           | トロント               | 準優勝           | メンバー         | 詳細             |
| 2                          | 2002年           | セントピーターズバーグ | 準優勝           | メンバー         | 詳細             |
| 3                          | 2003年           | ゴールドコースト       | 優勝             | メンバー         | 詳細             |
| 4                          | 2004年           | 魚津                   | 優勝             | メンバー         | 詳細             |
| WBSC女子野球ワールドカップ |                  |                        |                  |                  |                  |
| 回                         | 開催年           | 開催場所               | 結果             | 日本代表         | 備考             |
| 1                          | 2004年           | エドモントン           | 準優勝           | メンバー         | 詳細             |
| 2                          | 2006年           | 台北                   | 準優勝           | メンバー         | 詳細             |
| 3                          | 2008年           | 松山                   | 優勝             | メンバー         | 詳細             |
| 4                          | 2010年           | マラカイ               | 優勝             | メンバー         | 詳細             |
| 5                          | 2012年           | エドモントン           | 優勝             | メンバー         | 詳細             |
| 6                          | 2014年           | 宮崎                   | 優勝             | メンバー         | 詳細             |
| 7                          | 2016年           | 釜山                   | 優勝             | メンバー         | 詳細             |
| 8                          | 2018年           | フロリダ州ビエラ       | 優勝             | メンバー         | 詳細             |
| 9                          | 2021年           | ティフアナ             | 中止             | メンバー         | 詳細             |
| 9                          | 2023/24年        | サンダーベイ (決勝R)   | 優勝             | メンバー         | 詳細             |
| 10                         | 2026/27年        |                        |                  |                  |                  |

### アジア大会
| BFA女子野球アジアカップ | BFA女子野球アジアカップ | BFA女子野球アジアカップ | BFA女子野球アジアカップ | BFA女子野球アジアカップ | BFA女子野球アジアカップ |
| 開催年                  | 開催場所                | 結果                    | 日本代表                | 詳細                    |                         |
| ----------------------- | ----------------------- | ----------------------- | ----------------------- | ----------------------- | ----------------------- |
| 2017年                  | 香港                    | 優勝                    | メンバー                | 第1回                   |                         |
| 2019年                  | 中山                    | 優勝                    | メンバー                | 第2回                   |                         |
| 2023年                  | 香港                    | 優勝                    | メンバー                | 第3回                   |                         |
| 2025年                  | 杭州                    |                         | メンバー                | 第4回                   |                         |